# Fator intrínseco
O fator intrínseco (AO 1945: factor intrínseco) é uma glicoproteína produzida pelas células parietais do estômago. É necessário para a absorção de Vitamina B12 no íleo terminal.
Como o fator intrínseco é indispensável para que se faça a absorção da Vitamina B12 no intestino delgado, é necessário, injetar Vitamina B12 às pessoas com gastrite auto-imune, cujo estômago não produz fator intrínseco e, às pessoas, às quais, cirurgicamente foi retirado o estômago. Sem fator intrínseco, a Vitamina B12 não se absorve no intestino delgado e, como consequência da falta de Vitamina B12 aparecem alterações neurológicas.
Da carência do fator intrínseco no estômago decorre a anemia perniciosa.